# Danderyds sjukhus
Danderyds sjukhus è un ospedale situato nel comune di Danderyd, area settentrionale di Stoccolma.
La struttura sanitaria fu inizialmente inaugurata il 2 gennaio 1922 presso Mörby, e le fu attribuito il nome di "Stockholms läns centrallasarett" (ospedale centrale della contea di Stoccolma), ma era comunemente chiamato "Mörby lasarett" (ospedale di Mörby). Sin dall'origine essa fu però reputata troppo piccola, così venne progressivamente ampliata pochi anni più tardi: l'espansione più significativa avvenne comunque negli anni cinquanta e sessanta quando furono costruiti la maggior parte degli edifici che compongono oggi l'ospedale. Nel segno di questo rinnovamento, durante l'anno 1964 la struttura cambiò nome nell'attuale "Danderyds sjukhus". Oggi l'ospedale include reparti di emergenza e pronto soccorso, medicina interna, cardiologia, ortopedia, medicina riabilitativa, chirurgia, urologia, ostetricia e ginecologia.

Nel 2007 contava 536 posti letto e un personale di circa 3.300 tra medici e infermieri.
Danderyds sjukhus è inoltre il primo ospedale svedese con una stazione della metropolitana direttamente connessa alla struttura.

## Università
Danderyd sjukhus ha la funzione di ospedale universitario, in stretta collaborazione con il Karolinska institutet.